# 천명훈
천명훈(千明勳, 1978년 4월 6일 ~ )은 대한민국의 가수이며, 보이 그룹 NRG의 메인댄서이다.

## 학력
- 상봉초등학교 졸업
- 고덕중학교 졸업
- 강동고등학교 졸업
- 경희대학교 포스트모던음악학과 학사

## 출연 작품

### 영화
- 카리스마 탈출기 (2006년) - 한수 형 역

### 드라마 & 시트콤
- 《순풍산부인과》 (1998년) - 특별출연
- 《시크릿 엔젤》 (2012년) - 타락천사 역
- 《초건방》 (2009년)
- 《거침없이 하이킥!》 (2006년)
- 《스마일 어게인》 (2006년) - 조명성 역
- 《레인보우 로망스》 (2005년) - 본인 역
- 《배드파파》 (2018년)

### 방송
- 사장님 귀는 당나귀귀(2024년)
- 이십세기힛-트쏭(2023년)
- 블루문 유치원 (2022년)
- 개천에서용나g(2021년)
- 뽕숭아학당 (2020년)
- 좋은친구들 3기
- 해피투게더 4 (2020년)
- 한끼줍쇼 (2020년) - 160회 게스트 (NRG의 노유민, 태사자와 출연)
- 내일은 미스터트롯 (2020)
- 취업비사 (2019년)
- 행복한 아침 (2019년) - 게스트
- 미스터리 음악쇼 복면가왕 (2018년) - 원조 방수시계 물시계 < 참가자 >
- 너의 목소리가 보여 시즌 4 (2017년)
- 비디오스타 (2017년)
- 노래싸움 - 승부 (2017년)
- 이달의 행사왕 (2016년)
- 걸스피릿 (2016년)
- 왕좌의 게임 (2015년)
- 위시 (2014년)
- 가족의 품격 풀하우스 (2014년)
- 문희준의 순결한 15 (2014년)
- 퍼펙트 싱어 VS (2014년)
- 송년특집 매직 쇼쇼쇼 (2013년)
- 집밥의 여왕 (2013년)
- 미소년 통신 (2013년)
- 백만장자 게임 마이턴 (2013년)
- 심장이 뛴다 (2013년)
- 맘마미아 (2013년)
- 히든싱어 시즌 2 (2013년)
- 화신 - 마음을 지배하는 자 (2013년)
- 신동엽과 순위 정하는 여자 (2013년)
- 무한도전 (2013년)
- 현장 토크쇼 택시 (2013년)
- 불후의 명곡 전설을 노래하다 (2013년)
- 익스트림 7 (2013년)
- 신의 한 수 (2013년)
- 세 얼간이 (2013년)
- 남자의 기술 (2013년)
- 20세기 미소년 (2013년)
- 강예빈의 불나방 (2013년)
- 퀴즈쇼 사총사 (2013년)
- 웰컴 투 돈월드 (2012년)
- 다이아몬드 걸 시즌 2 (2012년)
- 기발한 세계여행 지금 바로 (2012년)
- 음치들의 반란 앙코르 (2012년)
- 세대공감 토요일 (2011년)
- 도전 1000곡 (2011년)
- 순위 정하는 여자 (2011년)
- 무한걸스 시즌 3 (2011년) - 남자 2호 역
- 켠김에 왕까지 (2011년)
- 추억이 빛나는 밤에 (2011년)
- 백점만점 전국 아이돌 체전 (2011년)
- 스타 골든벨 1학년 1반 (2010년)
- 출발드림팀 시즌 2 (2010년)
- 해피투게더 (2010년)
- 놀라운 대회 스타킹 (2010년)
- 수상한 세남자 (2010년)
- 스타 댄스대격돌 춤봤다 (2010년)
- 강심장 (2010년)
- 하땅사 (2010년)
- 신정환 PD의 예능 제작국 (2010년) - FD 역
- 토크 樂 황금마이크 (2010년)
- 라디오스타 (2010년)
- 세바퀴 (2010년)
- 헌터스 (2009년 ~ 2010년)
- 청춘불패 (2009년)
- 놀러와 (2009년)
- 대한민국 콤비쇼 (2006년)
- 액션! 백만마일 (2006년)
- 행복주식회사 (2006년)
- 위기탈출 넘버원 (2006년)
- 실제상황! 토요일 (2006년)
- 차승원의 헬스클럽 (2006년)
- S시즌 2 (2006년)
- 리얼중계 시티헌터 시즌2 (2006년)
- 재미있는 TV천국 (2006년)
- 스타댄스배틀 (2005년)
- 웃찾사 (2005년)
- 해피선데이 (2005년)
- 개그콘서트 (2005년)
- 체험 삶의 현장 (2005년)
- 컬투의 스타 코치 (2005년)
- 비타민 (2005년)
- 상상플러스 (2004년)
- TV는 사랑을 싣고 (2001년)

## 음반

### 싱글음반
- 《Welcome To The Jungle》(2012년)

하모하모
- 《빠삐용》(1996년)

NRG
- 《뉴 래디언시 그룹》(New Radiancy Group) (1997년)
- 《레이스》(Race) (1998년)
- 《시즌스 그리팅스》(Season's Greetings) (1999년)
- 《키스 인 크리스마스》(Kiss In Christmas) (1999년)
- 《NRG 003》 (1999년)
- 《2000 라이브 콘서트 인 차이나》(2000 Live Concert In China) (2000년)
- 《퍼스트 콘서트 위드 안토니오》(1st Concert With Antonio) (2000년)
- 《비 소로우》(悲 Sorrow) (2001년)
- 《히트송》(Hitsong) (2003년)
- 《뉴 래디언시 그룹 파이브》(New Radiancy Group 05) (2003년)
- 《어깨동무 O.S.T.》 (2004년)
- 《NRG6》(2004년)
- 《원 오브 파이브(One Of Five) : 따로 또 같이》 (2005년)
- 《20세기나이트》(20th night) (2017년)
- 《통화중》 (2018년)

핫젝갓알지
- 《20세기 미소년 프로젝트》 (2013년)

### 참여음반
- 《불후의 명곡2 - 전설을 노래하다 박남정편》 (2013년) (with 문희준 & 은지원 & 데니안 & 토니안)
- 《경희를 내 품에》(2010년) (with 노유민 & 김태우 & 린 & 박효신 & 비 & 이기찬 & 이혜선)
- 《코요태 - Koyote Ugly》 (2010년)
- 《바시아 - Love Story》 (2006년)

## 광고
- 2019년 칭따오 맥주